# 동막초등학교
동막초등학교는 대한민국 경기도 용인시 기흥구에 있는 공립 초등학교이다.

## 학교 연혁
- 2005년 12월 26일 동막초등학교 설립 인가(36학급)